# Nikki Franke
Nikki Valerie Tomlinson Franke (New York, 31 marzo 1951) è un'ex schermitrice statunitense.

## Biografia
Ha partecipato ai Giochi della XXI Olimpiade di Montréal nel 1976

## Palmarès
In carriera ha conseguito i seguenti risultati:
- Giochi Panamericani:

Città del Messico 1975: argento nel fioretto individuale e bronzo  a squadre.
San Juan 1979: bronzo nel fioretto individuale ed a squadre.